# Claudius al II-lea Gothicus
Marcus Aurelius Claudius Gothicus (n. 10 mai 214 d.Hr., Sremska Mitrovica, Districtul Srem, Serbia – d. 270 d.Hr., Sirmium⁠(d), Pannonia Inferior, Imperiul Roman), cunoscut drept Claudius II, a condus Imperiul Roman pentru mai puțin de doi ani (268 - 270).

## Biografie
Născut în Dalmația, ajunge unul dintre cei mai capabili generali ai împăratului Gallienus, comandant al trupelor din Balcani. După asasinarea lui Gallienus, în cursul luptei împotriva uzurpatorului Aureolus, Claudius este proclamat împărat. El îl înfrânge pe Aureolus, respinge o invazie a alamanilor în lupta de la lacul Benacus (nordul Italiei) și obține în 269, în bătălia de la Naissus (Iugoslavia), o răsunătoare victorie asupra goților și herulilor care invadaseră Peninsula Balcanică.
Victoria îi aduce cognomenul de Gothicus și pune stavilă, pentru câteva decenii, atacurilor acestor popoare împotriva imperiului. Claudius moare de ciumă în orașul Sirmium de pe râul Sava, la tron urmându-l Quintillus.
1. ↑  Czech National Authority Database, accesat în 1 august 2022
2. ↑   https://books.google.se/books?id=C8SIAgAAQBAJ&pg=PA68&dq=claudius+constantine+grandson+inscription&hl=sv&sa=X&ved=2ahUKEwjHofC4oZT2AhUQiIsKHWZKDLgQ6AF6BAgGEAI#v=onepage&q=claudius%20constantine%20grandson%20inscription&f=false Lipsește sau este vid: |title= (ajutor)
3. ↑  Czech National Authority Database, accesat în 29 ianuarie 2023